# Tlacoachistlahuaca
Tlacoachistlahuaca est une ville et siège de la municipalité de Tlacoachistlahuaca, dans l'état de Guerrero, au sud-ouest du Mexique.